# Honda Civic
Honda Civic este o serie de automobile comercializate de Honda din 1972. În prezent este la a 11-a generație.